# German Hospital (London)

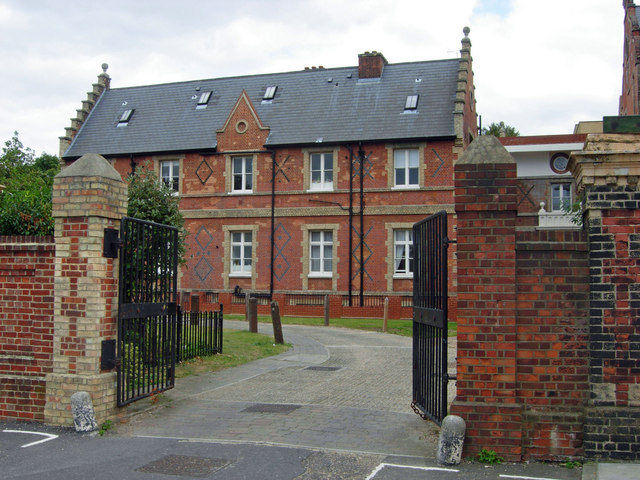
Ein Gebäude des ehemaligen German Hospital (2009)

Das German Hospital London war ein deutsches Krankenhaus im London Borough of Hackney.

## Geschichte
Zur Zeit des Vormärz lebten von 30.000 deutschen Einwanderern in England viele unter ärmlichen Bedingungen im Londoner East End. Die meisten beherrschten die englische Sprache nicht. Auf Betreiben eines Pastors und eines  Arztes und mit Unterstützung reicher Engländer wurde für sie das Deutsche Hospital gebaut. Zu den großen Förderern gehörten Adolphus Frederick, 1. Duke of Cambridge, der preußische Gesandte Christian Karl Josias von Bunsen und der Kaufmann und Bankier Frederick Huth. Bei der Eröffnung am 15. Oktober 1845 hatte das Haus zwölf Betten. Später wurde es auf vier Stationen mit 40 Betten erweitert. Die Poliklinik stand auch englischen Patienten offen. Angeschlossen war ein Sanatorium. Friedrich Wilhelm Beneke, später ein Begründer des Seebäderwesens in Deutschland, war von 1849 bis 1851 leitender Arzt. Ab Mai 1851 war Hermann David Weber als Arzt und später auch als Beratender Arzt für das Krankenhaus tätig. Die Kaiserswerther Diakonie stellte die Krankenschwestern in den Jahren 1846 bis 1857. Auch die erste Oberin (Matron), Christiane Bürger, kam 1846 aus Kaiserswerth. Sie stand im Austausch mit Florence Nightingale. Von 1864 bis 1894 kamen die Diakonissen aus dem Elisabethenstift in Darmstadt, ab 1894 aus dem Mutterhaus Sarepta in Bethel. Von zwei Besuchen beeindruckt, ging Florence Nightingale 1851 zur Ausbildung nach Kaiserswerth.

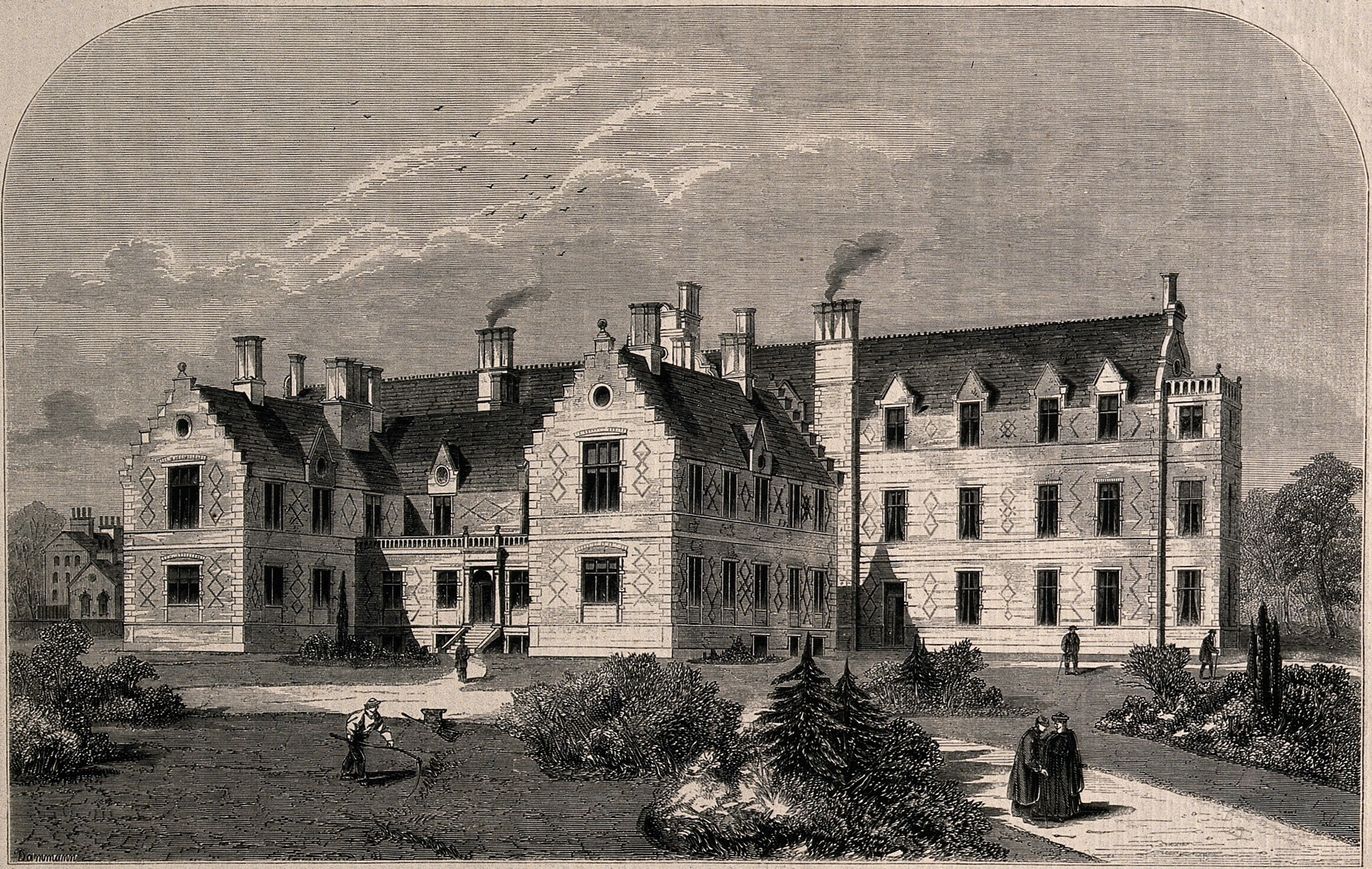
Das neue Deutsche Hospital
Holzstich von C. Dammann (1864)

1864 wurden neue Gebäude mit 100 Betten in Betrieb genommen, deren Baufonds von insgesamt 14.000 Pfund Sterling der deutschstämmige Bankier Frederick Huth mit einer Schenkung von 2.500 Pfund begründet hatte. Sie bewährten sich bei den Fieberepidemien in den 1860er und 1870er Jahren. 1890 hatte das Haus 142 Betten. Der erste und langjährige Schatzmeister des Trägervereins war der Bankier Baron John Henry Schröder. Die von ihm 1804 gegründete Vermögensverwaltungsgesellschaft Schroders blieb über Jahrzehnte einer der wichtigsten Unterstützer der Arbeit des Krankenhauses. 1907/08 begann Antoni Jurasz seine chirurgische Ausbildung im German Hospital. 1911 wurde ein Schwesternhaus und 1912 ein weiterer Baublock errichtet. Im Ersten Weltkrieg blieb es geöffnet. Das deutsche Personal versorgte Verwundete.
In der Zwischenkriegszeit wurde das Haus modernisiert und erweitert. Während die Zahl der Deutschen in London zurückging, wurden mehr Betten für Einheimische benötigt. Das neue fünfstöckige Hauptgebäude von 1936 war mit 192 Betten der  Geburtshilfe und der Pädiatrie zugedacht. Sowohl die Ausstattung als auch die Bauweise mit Dachgärten galten als vorbildlich. Für seine Finanzierung des Neubaus wurde Bruno Schröder zu seinem 70. Geburtstag 1937 mit der Verleihung der Ehrendoktor-Würde durch die Medizinische Fakultät der Universität Hamburg geehrt. Im  Zweiten Weltkrieg wurde das deutsche Personal 1940 auf der Isle of Man interniert. „Deutsch“ war das Haus seither nur dem Namen nach. 1948 kam es mit 217 Betten zum National Health Service. Seit 1974 von der City and Hackney Health Authority geführt, wandelte das Haus sich zur Klinik für Psychiatrie und Geriatrie. Als der Betrieb 1987 ins Homerton University Hospital verlegt wurde, schloss das German Hospital.